# Дзвоноподібна крива
Дзвоноподібна крива (англ. bell-shaped curve або bell curve) — одна з основних форм розподілу популяцій за факторами середовища; характеризується місцеположенням моди і амплітудою розподілу. Найчастіше дзвоноподібна крива задається симетричною кривою Гауса (тобто передбачається нормальність подібного розподілу; див. Гаусова ординація). Подібне припущення засноване на рівнозначності дії на популяцію різних факторів, що не виконується в реальних екосистемах (наявність домінантів, взаємин у фітоценозах, генетичної неоднорідності популяцій в межах великих пробних майданчиків).
Так, Остін (англ. Austin) вказує на цілий ряд відхилень розподілу популяції за факторами середовища від нормального: наявність двох і більше вершин на кривій (що пов'язано з впливом кількох залежних факторів), платоподібні і такі, що мають "скос"по відношенню до градієнтів середовища розподіли. Однак, як відзначає Уїттекер (англ. Whittaker), ці відхилення від нормального розподілу носять приватний і локальний характер. Уявлення про переважання в популяційних мозаїках дзвоноподібної кривої уздовж градієнтів середовища використовуються як при прямих методах ординації (вирівнювання емпіричних розподілів виду уздовж градієнта при прямому градієнтному аналізі), так і непрямі методи (напр., гаусова ординація).